# 총력전 연설

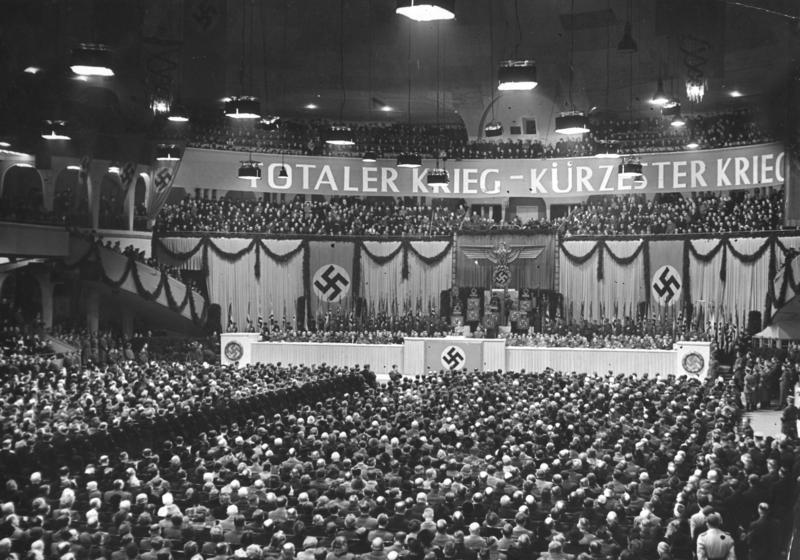
총력전 연설 당시 스포츠 궁전 내부의 모습. 위에 걸린 현수막에는 Totaler Krieg – Kürzester Krieg(총력전-최단기전)이라는 말이 적혀 있다.

총력전 연설(總力戰演說) 또는 스포츠 궁전 연설(독일어: Sportpalastrede)은 1943년 2월 18일 나치 독일의 선전부 장관이던 파울 요제프 괴벨스가 베를린 슈포르트팔라스트(Sportpalast, 스포츠 궁전)에서 행한 연설이다. 괴벨스의 대표적인 프로파간다 연설로 여겨지며, 또한 당시 나치 독일과 추축국들이 제2차 세계 대전에서 본격적으로 밀리기 시작하고 국가를 총동원하는 단계에 돌입하게 된 것을 잘 드러내는 기록이기도 하다.
당시 연설은 거의 2시간 분량의 녹음 및 영상과 텍스트가 기록되어 선동에 적극적으로 사용되었으며 현재도 그 내용이 보존되어 있다.

## 내용
괴벨스는 다음의 내용들을 반복하여 강조했다.
- 독일 국방군이 동부 전선에서 밀려오는 위험에 맞서싸워내지 못한다면 볼셰비즘이 독일을 집어삼키고 곧 전 유럽도 집어삼킬 것이다.
- 독일 국방군, 독일 민족, 추축국들만이 이 위협을 이겨낼 힘을 가지고 있다.
- 위험이 가까우며 독일은 즉각적이고 최종적인 결단을 내릴 때가 왔다.

또한 배후에 국제적 유대인 세력이 있으며 볼셰비즘을 통해 그들이 전세계를 지배하게 될 것이라고 선동했다. 또한 소련의 무장이 강력함을 인정하면서 독일도 동등한 것을 넘어 그 이상의 무장을 갖추어야 한다며 전국민이 참전과 노동으로써 총력전에 동참하여야 한다고 요구했고, 특히 당의 지도부에 따르는 것이 중요하다고 강조했다.
한편 음성기록과 문헌기록이 조금 다르게 남아있는데, 특히 본래 공개적으로는 '해결책'이라고 우회적으로 말하며 직접언급을 피해오던 유대인 말살 정책을 실수로 언급하였다가 말을 중단한 것이 음성기록 상에는 남아있으나 이후 문헌기록에서 삭제시킨 것으로 보인다.

## 유명한 부분
- Wollt ihr den totalen Krieg? Wollt ihr ihn, wenn nötig, totaler und radikaler, als wir ihn uns heute überhaupt noch vorstellen können? (총력전을 원하는가? 필요하다면, 오늘날에는 상상도 하지 못할 더욱 총력적이고 급진적인 전쟁을 원하는가?)

- Ich frage euch: Seid ihr bereit, mit dem Führer als Phalanx der Heimat hinter der kämpfenden Wehrmacht stehend diesen Kampf mit wilder Entschlossenheit und unbeirrt durch alle Schicksalsfügungen fortzusetzen, bis der Sieg in unseren Händen ist? (그대들은 조국의 군단이 되어 총통을 따라 우리 군대를 뒷받침하고, 강한 투지로 전투에 참여하여, 마지막에 승리가 우리의 것이 될 그날까지, 기꺼이 싸워나가겠는가?)

- Nun, Volk, steh auf und Sturm brich los! (이제 국민들이여, 감연히 일어나서 폭풍을 일으켜라!)

## 같이 보기
- 요제프 괴벨스
- 총력전
- 선동